# Coladors de Boldú
La zona humida Coladors de Boldú està formada per diversos prats que presenten una vegetació d'elevadíssim interès, per la presència d'espècies molt rares a Catalunya. Té una superfície de 61,83 Ha i està situada al terme municipal de la Fuliola i Penelles.
Es tracta d'uns prats situats en una zona plana, amb unes certes característiques endorreiques, que presenten una flora
molt remarcable, no només a nivell català sinó també a nivell peninsular i fins i tot, en el conjunt de la regió mediterrània. Destaca el grup corològic de plantes mediterrànies estèpiques, que inclou plantes mediterrànies de llocs àrids, endemismes ibèrics i iberomagrebins, així com plantes de connexió mediterrània iranoturaniana. Entre els endemismes de l'Ebre destaquen Gipsophila perfoliata subsp ilerdensis, Limonium catalaunicum i Senecio auricula. Entre els endemismes ibèrics, per exemple, trobem Limonium costae, Limonium tournefortii, Microcnemum coralloides, Sonchus crassifolius, etc. Entre els endemismes iberomagribins hi ha Silybum eburneum i Picris hispanica.
Algunes d'aquestes plantes pràcticament no es retroben enlloc més de Catalunya, com Microcnemum coralloides subsp.coralloides, Limonium costae, Sonchus crassifolius o Gipsophila perfoliata subsp ilerdensis. Aquestes espècies apareixen formant part de comunitats vegetals molt singulars, com comunitats de limòniums o ensopegalls, jonqueres amb lletsó crassifoli, comunitats de microcnèmum, jonqueres amb plantatge marítim, comunitats de gipsòfila perfoliada, etc.
A la zona apareixen alguns hàbitats d'interès comunitari, com l'hàbitat 1510* Comunitats halòfiles dels sòls d'humitat molt fluctuant o el 1420 Matollars halòfils mediterranis i termoatlàntics (Sarcocornetea fruticosae). Dins aquesta zona humida queda inclosa una bassa agrícola artificial i diversos sectors amb canyissar.
Entre la fauna destaquen les poblacions d'ocells i d'amfibis, lligats als recs distribuïts per la zona. S'hi observa amb freqüència, per exemple, l'arpella (Circus aeruginosus) i d'altres ocells d'aiguamoll.
La vegetació d'aquesta zona té uns requeriments molt específics, generalment una certa humitat edàfica i la presència simultània de sulfat de sodi i sulfat de calci. Està molt amenaçada per l'expansió dels conreus i els processos de dessecació per sobreexplotació del freàtic. De fet, aquesta vegetació apareix només en alguns prats no conreats del conjunt de la zona delimitada i probablement acaba evolucionant amb els anys cap a canyissars o matollars halòfils menys específics, llevat que es produeixi un pasturatge esporàdic o d'altres actuacions -dallats, etc.- que contribueixin a mantenir la vegetació herbàcia i impedeixin l'entrada d'espècies invasores, com esbarzers, canyes, canyís, etc. Hi ha diversos abocaments de terres i runes dispersos per l'espai.